# Порохово (Воронежская область)
По́рохово — посёлок в Таловском районе Воронежской области России. Входит в состав Нижнекаменского сельского поселения.

## География
Посёлок находится на северо-востоке центральной части Воронежской области, в степной зоне, на расстоянии примерно 16 км (по прямой) к юго-юго-востоку (SSE) от рабочего посёлка Таловая, административного центра района. Абсолютная высота — 195 м над уровнем моря.
Часовой пояс
Посёлок Порохово, как и вся Воронежская область, находится в часовой зоне МСК (московское время). Смещение применяемого времени относительно UTC составляет +3:00.

## Население
| 2010 |
| ---- |
| 209  |

Гендерный состав
По данным Всероссийской переписи населения 2010 года в гендерной структуре населения мужчины составляли 50,2 %, женщины — соответственно 49,8 %.
Национальный состав
Согласно результатам переписи 2002 года, в национальной структуре населения русские составляли 85 %.

## Улицы
- ул. Мира,
- ул. Молодёжная,
- ул. Привокзальная[5].